# Andrea Nespolo
Andrea Nespolo (Alessandria, 13 ottobre 1920 – ...) è stato un calciatore italiano, di ruolo centrocampista.

## Carriera
Dal 1938 al 1942 fa parte della rosa dell'Alessandria, club di Serie B; l'unica stagione delle 4 di militanza nel club in cui disputa delle partite ufficiali con la prima squadra è la 1939-1940, durante la quale disputa 5 partite nel campionato cadetto. Durante la sospensione dei campionati dovuta alla Seconda guerra mondiale gioca (e vince) prima il Campionato dell'Italia libera 1944 con il Conversano e successivamente il Torneo misto pugliese 1944-1945 con l'Acquavivese. Al termine del conflitto passa al Gladiator, con cui vince il girone D del campionato di Serie C (Lega Nazionale Centro-Sud). A fine stagione passa al Napoli, con cui nella stagione 1946-1947 gioca 2 partite nel campionato di Serie A; viene riconfermato anche per la stagione 1947-1948, nella quale gioca ulteriori 2 partite in massima serie. A fine anno viene ceduto allo Stabia, con cui nella stagione 1948-1949 mette a segno 6 reti in 30 presenze nel campionato di Serie C; gioca in terza serie con i campani anche nel corso della stagione 1949-1950,nella quale realizza 5 reti in 29 presenze.

## Palmarès

### Club

#### Competizioni interregionali
- Serie C: 1

Gladiator: 1945-1946

#### Competizioni regionali
- Campionato dell'Italia libera 1944:

Conversano: 1944